# Eric Bergoust
Eric Bergoust, född den 27 augusti 1969 i Missoula, USA, är en amerikansk freestyleåkare.
Han tog OS-guld i herrarnas hopp i samband med de olympiska freestyletävlingarna 1998 i Nagano.